# Das Erste
Cet article concerne la chaîne de télévision Das Erste qui est couramment appelé ARD. Pour l'entreprise publique fédérale constitué de neuf radiodiffuseurs régionaux qui détient notamment cette chaîne, voir ARD.
Das Erste (« La Première » en allemand) est la première chaîne de télévision généraliste publique fédérale allemande appartenant au groupement public des radiodiffuseurs régionaux, ARD.

## Histoire de la chaîne
Les émissions expérimentales de la première chaîne débutent le 25 décembre 1952 à Hambourg sous la dénomination Deutsches Fernsehen (Télévision allemande), dirigée au nom de l'ARD par la Nordwestdeutscher Rundfunk (NWDR). 
À partir du 1er novembre 1954, la chaîne est dirigée en commun par les sept stations de radiodiffusion des différents Länder de la République fédérale, seuls compétent en matière de télévision, et la Deutsches Fernsehen émet dans toute la RFA. C'est la seule chaîne de télévision ouest-allemande avant l'établissement de la ZDF en 1963. 
À la suite de la réunification de la Sarre avec la RFA en 1959, la Saarländischer Rundfunk (SR) adhère à l'ARD et participe au programme communautaire de la première chaîne. 
Le 1er octobre 1984, la Deutsches Fernsehen est rebaptisée Erstes Deutsches Fernsehen (Première chaîne allemande) et depuis le 1er avril 1996, simplement Das Erste (La première).    
L'un des objectifs déclarés de cette chaîne était également de toucher la population de la RDA, de sorte qu'il fallut équiper le réseau de diffusion d'émetteurs à forte puissance le long du rideau de fer comme à Ochsenkopf ou Torfhaus. 
À la suite de la réunification allemande, la chaîne est diffusée depuis décembre 1990 sur tout le territoire de l'ancienne RDA en reprenant les fréquences de DFF 1, la première chaîne de la télévision est-allemande Deutscher Fernsehfunk. Après la fondation en 1992 dans le secteur de l'ancienne RDA des deux stations de radiodiffusion  MDR et ORB  et leur adhésion à l'ARD, le nombre de stations de radiodiffusion régionales associées participant au programme commun de la chaîne était de onze. Il est aujourd'hui de neuf, à la suite de la fusion du SDR et du SWF pour former le SWR et à la fusion de l'ORB et du SFB en RBB.

## Identité visuelle

### Logos

Logo Deutsches Fernsehen du 25 décembre 1952 au 31 décembre 1964
Logo Deutsches Fernsehen du 1er janvier 1965 à au 31 décembre 1969
Logo Deutsches Fernsehen du 1er janvier 1970 au 30 septembre 1984
Logo Erstes Deutsches Fernsehen du 1er octobre 1984 à 1997
Logo Das Erste de 1997 à 2003
Logo Das Erste de 2003 à 2014
Logo Das Erste HD de 2009 à 2014
Logo Das Erste depuis 2015
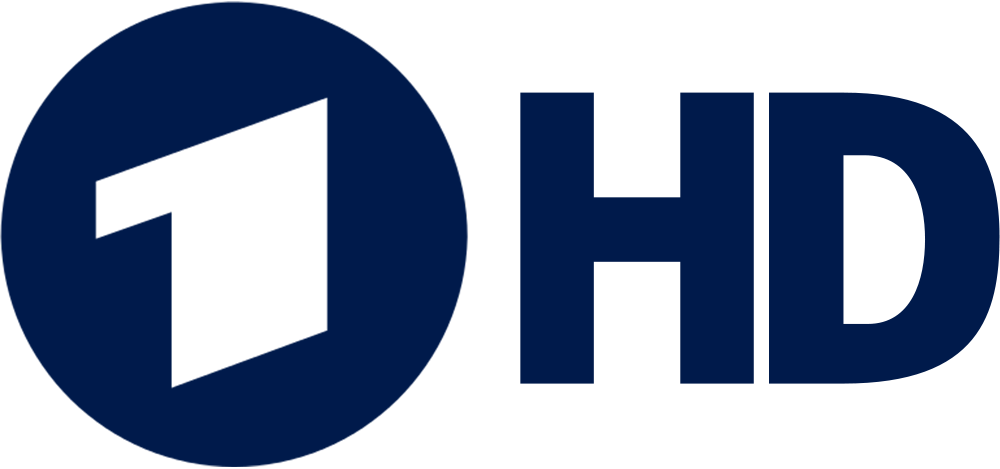
Logo Das Erste HD depuis 2015

## Organisation
Chacun des neuf organismes de radiodiffusion publics régionaux de l'Allemagne contribue à la fabrication du programme de Das Erste proportionnellement à la population du secteur qu'il dessert. 

Carte des stations membres de l'ARD

La répartition en pourcentage de temps de programme de chacun des radiodiffuseurs régionaux sur l'antenne nationale de Das Erste est la suivante (2009): 
| Diffuseur régional                | % du total | Logos    |
| --------------------------------- | ---------- | -------- |
| Westdeutscher Rundfunk (WDR)      | 21,40      | WDR-Logo |
| Südwestrundfunk (SWR)             | 18,20      | SWR-Logo |
| Norddeutscher Rundfunk (NDR)      | 17,60      | NDR-Logo |
| Bayerischer Rundfunk (BR)         | 15,95      | BR-Logo  |
| Mitteldeutscher Rundfunk (MDR)    | 10,85      | MDR-Logo |
| Hessischer Rundfunk (hr)          | 7,40       | HR-Logo  |
| Rundfunk Berlin-Brandenburg (RBB) | 6,60       | RBB-Logo |
| Saarländischer Rundfunk (SR)      | 1,25       | SR-Logo  |
| Radio Bremen (RB)                 | 0,75       | RB-Logo  |

### Dirigeants
Président de l'ARD :
- Monika Piel (Intendant de la Westdeutscher Rundfunk)

Directeur des programmes :
- Volker Herres

Directeur de l'information :
- Kai Gniffke

### Statut
Das Erste est juridiquement représentée par la direction des programmes de Erstes Deutsches Fernsehen, offre communautaire des radiodiffuseurs régionaux unis dans le groupement d'entreprises des stations de radiodiffusion de droit public de la République fédérale d'Allemagne (ARD). La base juridique est l'ARD-Staatsvertrag.

### Siège
Le siège de Das Erste est celui de la radiodiffusion bavaroise (Bayerischer Rundfunk) à Munich.

## Programmes
- Émissions diffusées sur Das Erste

- Tagesschau : programme le plus connu de l'ARD, ce journal télévisé diffusé depuis le 26 juin 1953 est le journal d'information le plus important de la télévision allemande. Il est diffusé à 20 heures, dure 15 minutes et comprend une succession de reportages de 90 secondes en moyenne et de brèves interviews. La présentation est très sobre et très sérieuse. Le présentateur se contente de lire les informations et les lancements de reportages dans le style du langage écrit, n'utilise pas de prompteur et ne cherche pas à s'adresser au téléspectateur (pas d'utilisation d'expressions telles que "regardez ces images", "figurez-vous que...", etc).
- Tagesthemen : créé en 1978, ce magazine d'information quotidien de 30 minutes diffuse environ cinq reportages approfondis d'au moins 3 minutes chacun sur les principaux sujets d'actualité du jour, une interview de quelques minutes en duplex d'une personnalité généralement politique, un éditorial et des brèves. Cette émission est le plus souvent diffusée à 22h15. Le présentateur principal, qui lance les reportages et mène l'interview, est accompagné d'un second présentateur qui est chargé de la lecture des brèves regroupées dans une ou deux sessions.
- Mittagsmagazin : journal-magazine lancé le 2 octobre 1989. Il dure une heure et est diffusé du lundi au vendredi à 13 heures. Il est conçu sur le modèle du Morgenmagazin. Ce programme est diffusé en simultané sur ZDF et est réalisé en alternance (une semaine sur deux) par Das Erste ou ZDF.
- ARD-Morgenmagazin : magazine d'information lancé en 1992 et diffusé du lundi au vendredi de 5h30 à 9h00. Il comprend toutes les 30 minutes un flash de trois minutes environ suivi d'un bulletin météo, toutes deux issues du diffuseur de la version en cours. Le reste de chaque demi-heure est constitué de développements sur les principaux faits d'actualité (sous forme de reportages, d'interventions en direct de correspondants et d'interviews) puis de rubriques thématiques variables suivant les demi-heures (revue de presse, économie, sport, culture/show-biz...) Le programme se différencie beaucoup d'une émission comme Télématin car il s'agit d'un magazine d'information préparé et présenté exclusivement par des journalistes. Ainsi il n'y a pas de "chroniqueurs" ni d'éléments sans rapport avec l'actualité. Ce programme est diffusé en simultané sur ZDF (quelle que soit la version présentée) et est réalisé et présenté en alternance (une semaine sur deux) par Das Erste (ARD-Morgenmagazin) ou ZDF (ZDF-Morgenmagazin).
- Verbotene Liebe : soap-opéra quotidien, depuis 1995.
- In aller Freundschaft :

## Diffusion
Le programme Das Erste est diffusé depuis le centre de diffusion de l'ARD dans « l'ARD-Stern » à Francfort-sur-le-Main (sur le terrain de la radiodiffusion de Hesse). Son signal est distribué aux différentes stations de radiodiffusion par son réseau de fibre de verre HYBNET. 
Depuis février 2005 et l'établissement du règlement d'envoi centralisé (Zentralen Sendeabwicklung, ZSAW) depuis l'ARD-Sendezentrum, toutes les émissions qui ne sont pas en direct (films, Soaps, documentaires) sont directement envoyées depuis les serveurs de Francfort. Pour que chaque centre de diffusion régional de l'ARD puisse diffuser une publicité régionale dans le programme, le système diffuse simultanément neuf programmes (conformément à neuf fenêtres publicitaires). 
En ce qui concerne la diffusion de la publicité, elle est autorisée les jours de la semaine, y compris le samedi, de 14 heures à 20 heures. La publicité est interdite le dimanche ainsi que les jours fériés. ZDF, chaîne publique concurrente, est soumise aux mêmes contraintes. La publicité figure parmi l'une des revenus de la chaîne. Le sponsoring est également autorisé pour certaines émissions. Les chaînes thématiques des deux groupes, ARD et ZDF (et les chaînes détenus par les deux groupes simultanément), ainsi que les chaînes régionales de l'ARD ne diffusent pas non plus de la publicité. 
Das Erste en encore largement diffusée aujourd'hui en mode analogique terrestre en Allemagne. À la suite du démarrage de la télévision numérique terrestre, des émetteurs analogiques sont mis hors service en faveur de la nouvelle diffusion numérique. La première chaîne est incluse dans les bouquets numériques de tous les Länder et compte plus de 77 émetteurs numériques (état à fin mai 2006). En comparaison de la couverture analogique, quelques zones d'ombre persistent à cause de la renonciation à beaucoup d'émetteurs de remplissage non compatibles avec la norme DVB-T.   
Das Erste est également diffusée en analogique sur le satellite Astra 1E avec le décrochage régional de la WDR depuis 1993. La diffusion par satellite numérique (DVB-S) a commencé en 1997 sur Astra 1H (19,2° est) et Eutelsat Hot Bird 6 (13° est, seulement numériquement). La chaîne est aussi disponible au niveau fédéral sur les réseaux câblés.
En matière d'information, le journal du soir sur Das Erste arrive en tête de l'audience en Allemagne avec une moyenne quotidienne de 10 millions de personnes sur la télévision linéaire et de plus de 6 millions sur les réseaux sociaux.